# Smeringopus carli
Smeringopus carli is een spinnensoort uit de familie trilspinnen (Pholcidae). De soort komt voor in Oeganda, Tanzania, de Comoren en op Madagaskar.

## Synoniem
- Smeringopus madagascariensis Millot, 1946